# Monacos Grand Prix 1981
Monacos Grand Prix 1981 var det sjätte av 15 lopp ingående i formel 1-VM 1981.  

## Rapport
Loppet försenades på grund av en brand i ett hotell nära Loews hårnålskurva. Eftersom detta kunde utgöra en fara för de tävlande infördes omkörningsförbud vid brandplatsen under hela loppet. 

## Resultat
1. Gilles Villeneuve, Ferrari, 9 poäng
2. Alan Jones, Williams-Ford, 6
3. Jacques Laffite, Ligier-Matra, 4
4. Didier Pironi, Ferrari, 3
5. Eddie Cheever, Tyrrell-Ford, 2
6. Marc Surer, Ensign-Ford, 1
7. Patrick Tambay, Theodore-Ford

### Förare som bröt loppet
- Nelson Piquet, Brabham-Ford (varv 53, snurrade av)
- John Watson, McLaren-Ford (52, motor)
- Michele Alboreto, Tyrrell-Ford (50, kollision)
- Bruno Giacomelli, Alfa Romeo (50, kollision)
- Alain Prost, Renault (45, motor)
- Carlos Reutemann, Williams-Ford (33, växellåda)
- Elio de Angelis, Lotus-Ford (32, motor)
- René Arnoux, Renault (32, snurrade av)
- Riccardo Patrese, Arrows-Ford (29, växellåda)
- Nigel Mansell, Lotus-Ford (15, upphängning)
- Siegfried Stohr, Arrows-Ford (14, bränslesystem)
- Andrea de Cesaris, McLaren-Ford (0, kollision)
- Mario Andretti, Alfa Romeo (0, kollision)

### Förare som ej kvalificerade sig
- Keke Rosberg, Fittipaldi-Ford
- Jean-Pierre Jabouille, Ligier-Matra
- Hector Rebaque, Brabham-Ford
- Chico Serra, Fittipaldi-Ford
- Piercarlo Ghinzani, Osella-Ford
- Beppe Gabbiani, Osella-Ford

### Förare som ej förkvalificerade sig
- Tommy Borgudd, ATS-Ford
- Derek Daly, March-Ford
- Eliseo Salazar, March-Ford
- Brian Henton, Toleman-Hart
- Derek Warwick, Toleman-Hart